# Tre Valli Varesine 1952
La Tre Valli Varesine 1952, trentaduesima edizione della corsa, si svolse il 16 agosto 1952 su un percorso di 232 km. Fu vinta dall'italiano Giuseppe Minardi, che completò il percorso in 6h15'00", precedendo i connazionali Alfredo Martini e Arrigo Padovan.
Sul traguardo di Luino 34 ciclisti portarono a termine la competizione.  

## Ordine d'arrivo (Top 10)
| Pos. | Corridore             | Squadra       | Tempo    |
| ---- | --------------------- | ------------- | -------- |
| 1    | Giuseppe Minardi      | Legnano       | 6h15'00" |
| 2    | Alfredo Martini       | Welter-Ursus  | s.t.     |
| 3    | Arrigo Padovan        | Atala-Pirelli | s.t.     |
| 4    | Tranquillo Scudellaro | Legnano       | s.t.     |
| 5    | Danilo Barozzi        | Atala-Pirelli | s.t.     |
| 6    | Elio Brasola          | Bottecchia    | a 1'10"  |
| 7    | Valerio Bonini        | Lygie         | a 2'50"  |
| 8    | Bortolo Bof           | Benotto       | s.t.     |
| 9    | Ugo Massocco          | Girardengo    | s.t.     |
| 10   | Vito Ortelli          | Lygie         | s.t.     |